# Adolf Haas
Adolf Haas (Siegen, 14 novembre 1893 – Berlino, 1º maggio 1945) è stato un militare tedesco, tenente colonnello delle SS e il primo comandante del campo di concentramento di Bergen-Belsen.

## Biografia
Figlio di un operatore in mensa di una scuola elementare, a 18 anni lasciò la scuola per lavorare come fornaio. Poco prima dello scoppio della prima guerra mondiale, nel 1913, fu arruolato in Marina e nel novembre 1914 fu fatto prigioniero di guerra dai giapponesi. Dopo la sua liberazione nel marzo 1920, sposò nel 1922 Lina Emma Mueller, con la quale ebbe quattro figli. Nel 1929 aprì un negozio di panetteria e pasticceria.
Aderì al partito nazista nel 1931 (membro 760.610), e nell'aprile 1933 si offrì volontario nelle SS (n° 28.943), raggiungendo ben presto il grado di Hauptsturmführer (capitano); in difficoltà economiche a causa delle sue attività per le SS e per la NSDAP, rinunciò alla sua pasticceria nel 1935. Il 1º marzo 1940 divenne il primo comandante del campo di concentramento di Sachsenhausen.

## Comandante del campo di concentramento di Niederhagen
Nel 1934 Heinrich Himmler prese in affitto il palazzo rinascimentale di Wewelsburg, il quale fu ristrutturato e trasformato in un luogo di culto delle SS. L'ambizioso progetto di costruzione creò un'accanita gara d'appalto, vinta nel 1936 dalla Società per la Promozione e di associazione manutenzione di monumenti culturali tedeschi, che fornì circa un centinaio di lavoratori edili e tecnici elettricisti ed idraulici specializzati. Con lo scoppio della guerra, nel 1939, tutti questi uomini furono richiamati alle armi, così per sostituirli e portare a termine i progetti di costruzione furono utilizzati i detenuti dei campi di concentramento, istituendo nel 1939 un nuovo campo di concentramento che i prigionieri dovevano costruire a Niederhagen in prossimità del castello. Haas fu, dal settembre del 1941, il primo comandante del campo di concentramento di nuova costruzione.

## Comandante del campo di Bergen-Belsen
Nel 1943 Hass ricevette l'ordine di costruzione di un nuovo campo di concentramento chiamato Bergen-Belsen. Come comandante del campo di concentramento di Niederhagen, contribuì a fornire personale delle SS e prigionieri ancora in buona salute per la creazione e il mantenimento del campo. Alla fine di aprile del 1943, Himmler promosse Haas come Obersturmbannführer delle SS (tenente colonnello), e lo nominò primo comandante del nuovo lager. Nel maggio 1943, Haas si dimostrò incompetente nella gestione burocratica del lager e soprattutto, cosa più grave, fece costruire le baracche senza servizi igienici adeguati: questa decisione in seguito favorì la diffusione di epidemie in tutto il campo, con la conseguente morte di migliaia di prigionieri. 
Dal dicembre 1944, al comando di Bergen Belsen, succedette ad Haas l'Hauptsturmführer delle SS Josef Kramer. Il 20 dicembre 1944 Haas prese il comando del Battaglione SS Panzer Grenadier 18, e si pensa sia morto durante la battaglia di Berlino, il 1º maggio 1945.
| Controllo di autorità | VIAF (EN) 303432182 · GND (DE) 1034743597 |